# Памятник Свободе (Кочани)
Памятник Свободы (макед. Споменик на слободата) — монументальный мемориальный комплекс в городе Кочани (Северная Македония), расположен на холме Локубия в северо-западной части города.
Построен в 1975—1977 годах в честь погибших бойцов НОАЮ из Кочан и окрестностей. Комплекс состоит из массивных стеновых конструкций, на которых имеются мозаики, выполненные художником Глигор Чемерский и архитектором Радованом Радженовичем. Памятник был полностью завершён к 1981 году и торжественно открыт в День Республики того же года.
Имеет круглую форму со сценой в центре и сиденьями, расположенными амфитеатром. Его стены украшены мозаикой, изображающей борьбу от начала Илинден-Преображенского восстания до антифашистского сопротивления, а также послевоенного социалистического строительства. На памятнике имеется список имен павших борцов во время Илинданского восстания и Национально-освободительной борьбы из Кочани и близлежащих городов. Мозаика площадью 335 м²/
Был объявлен памятником культуры и в этом качестве внесен в реестр Республиканского института охраны памятников культуры.
После обретения Северной Македонией независимости мемориальный комплекс с 1990-х годов находился в запущенном состоянии и был значительно повреждён. Посетители отрывали части мозаики, рисовали на памятнике граффити. В 2004 году повреждения были устранены, а памятник очищен.

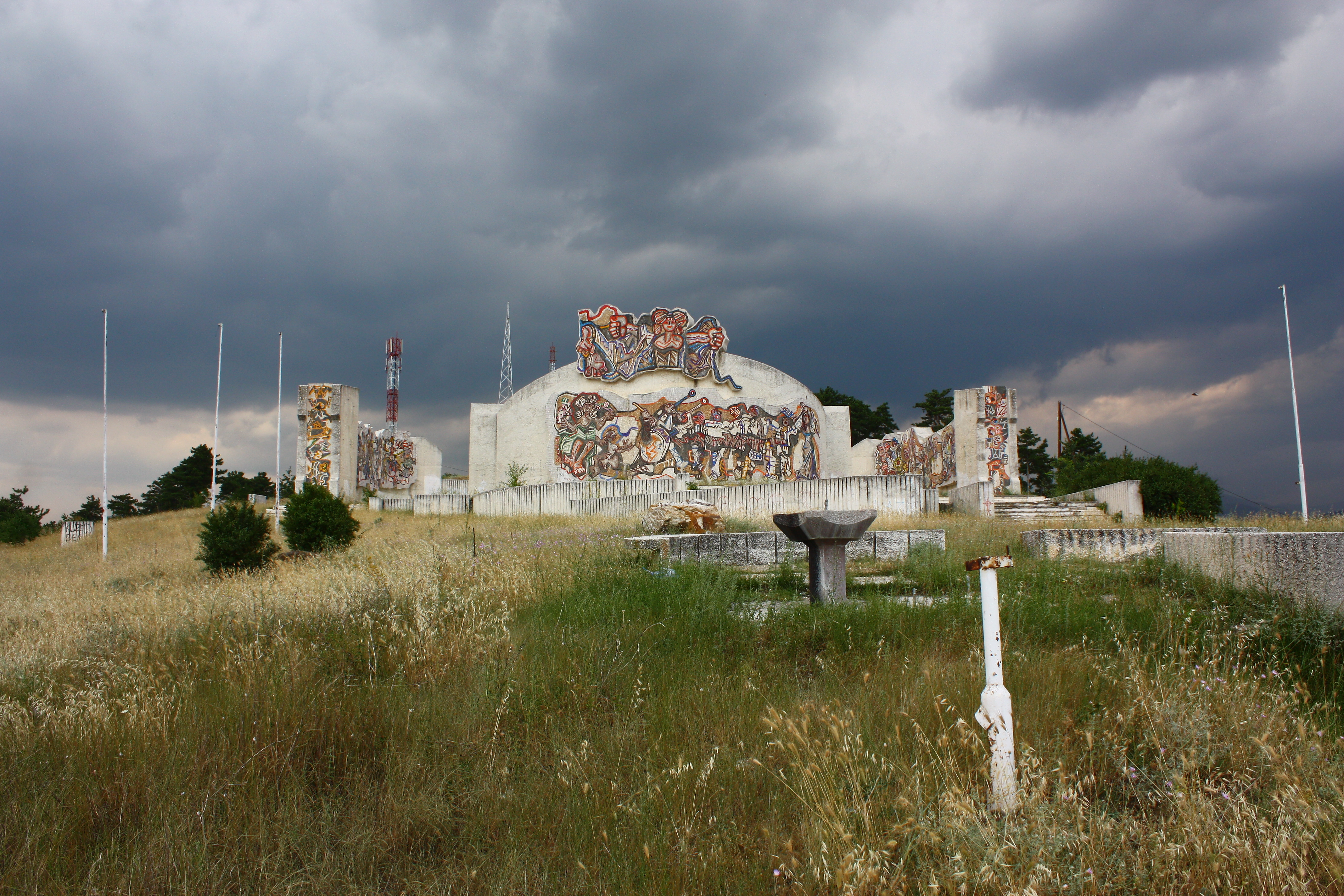
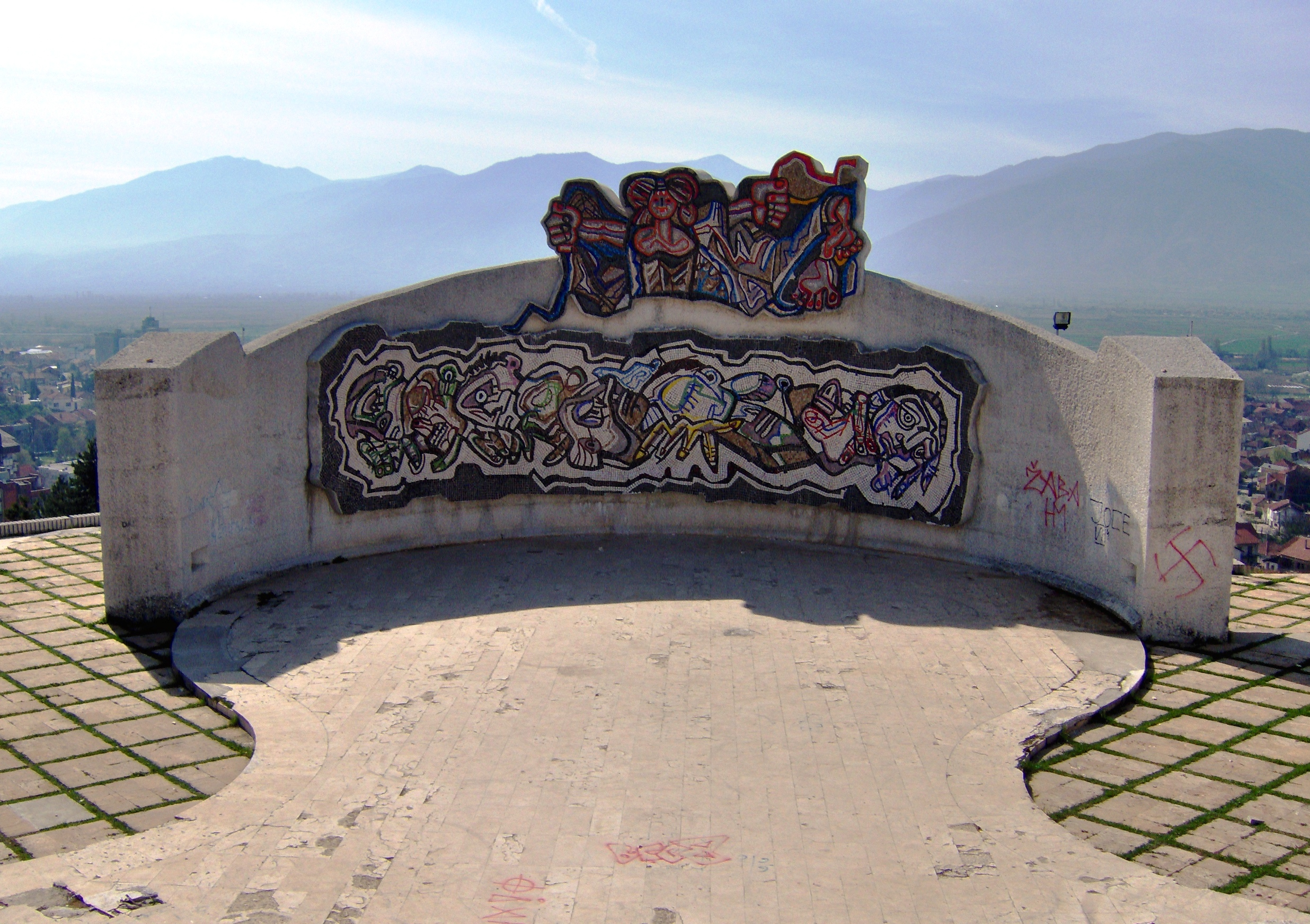
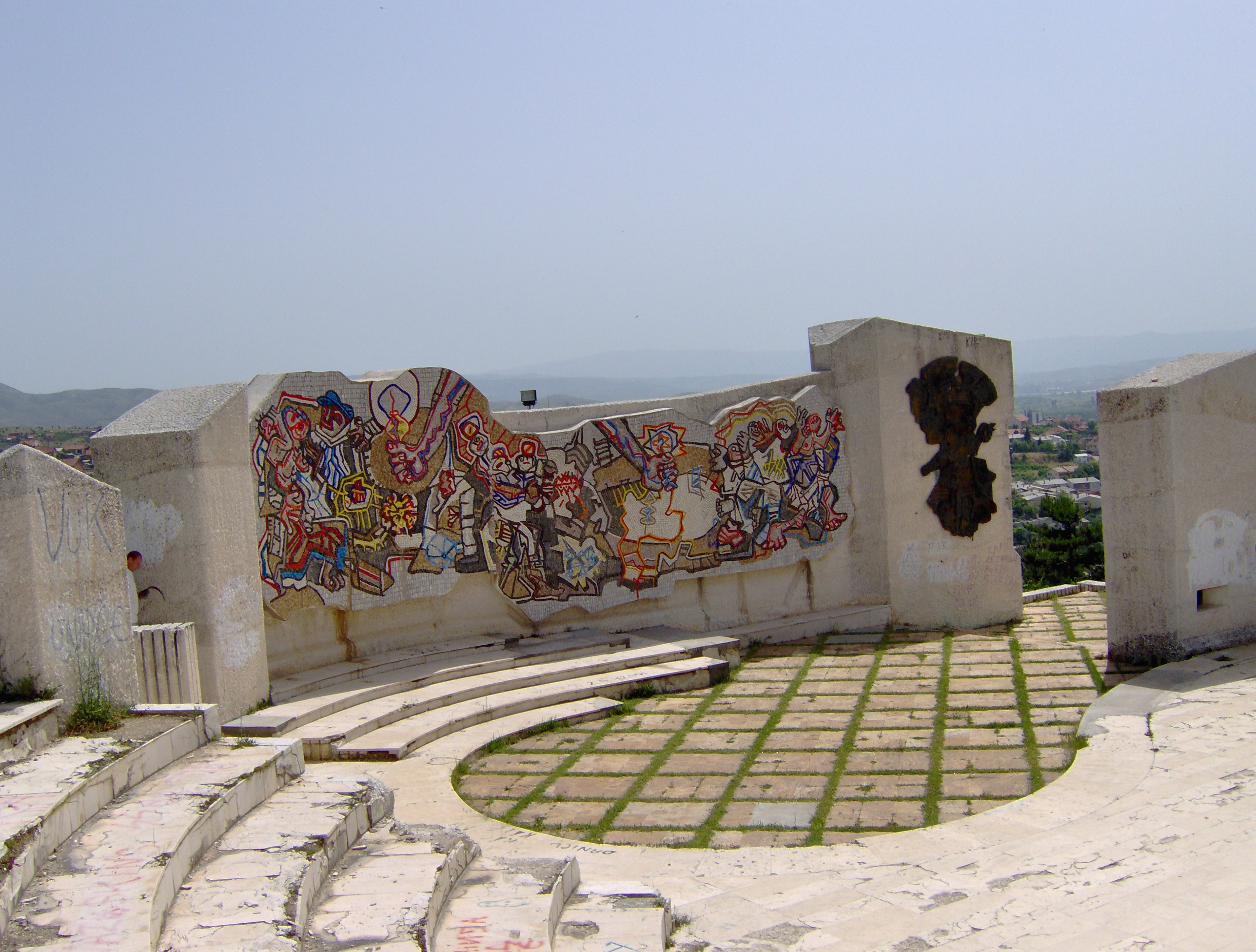
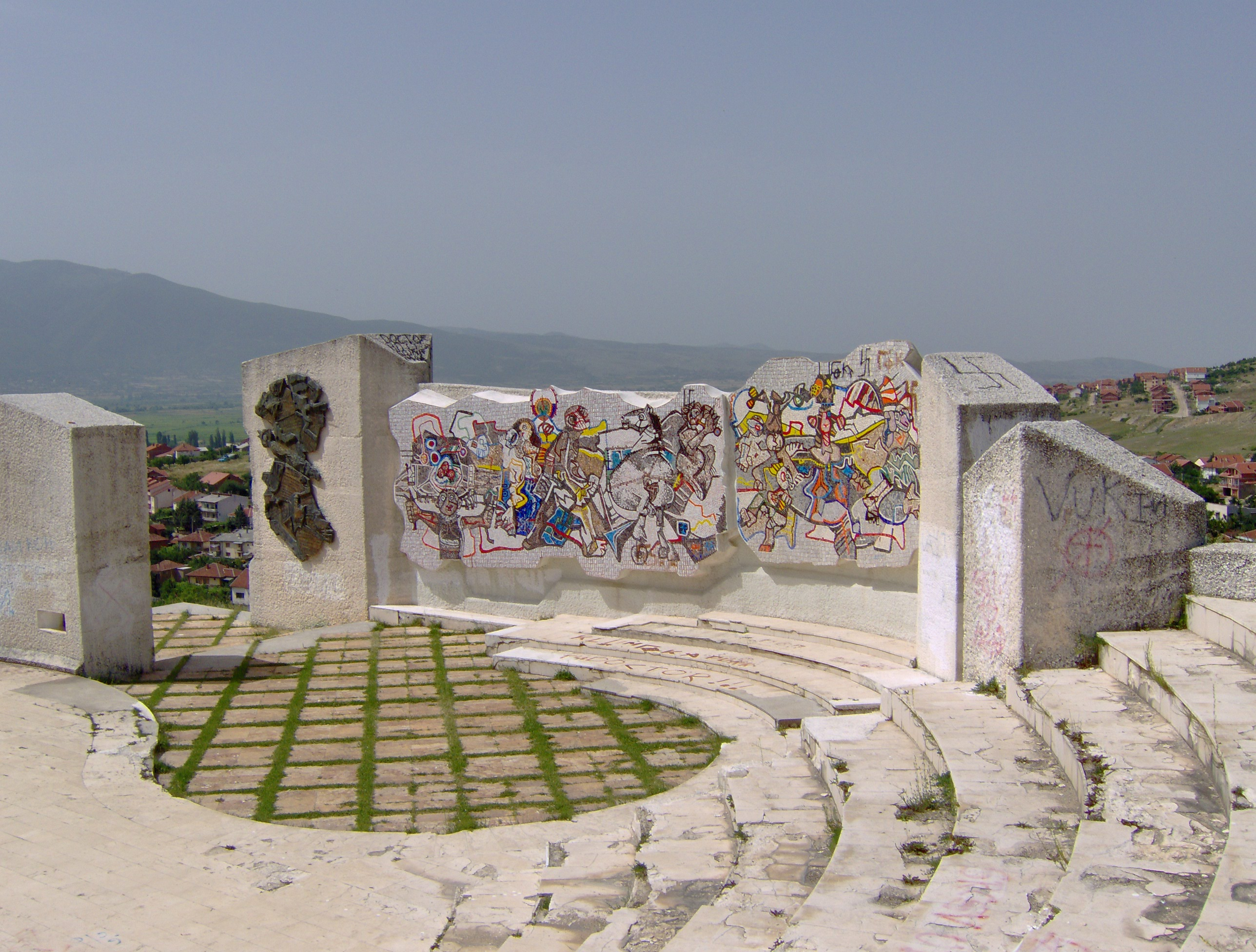
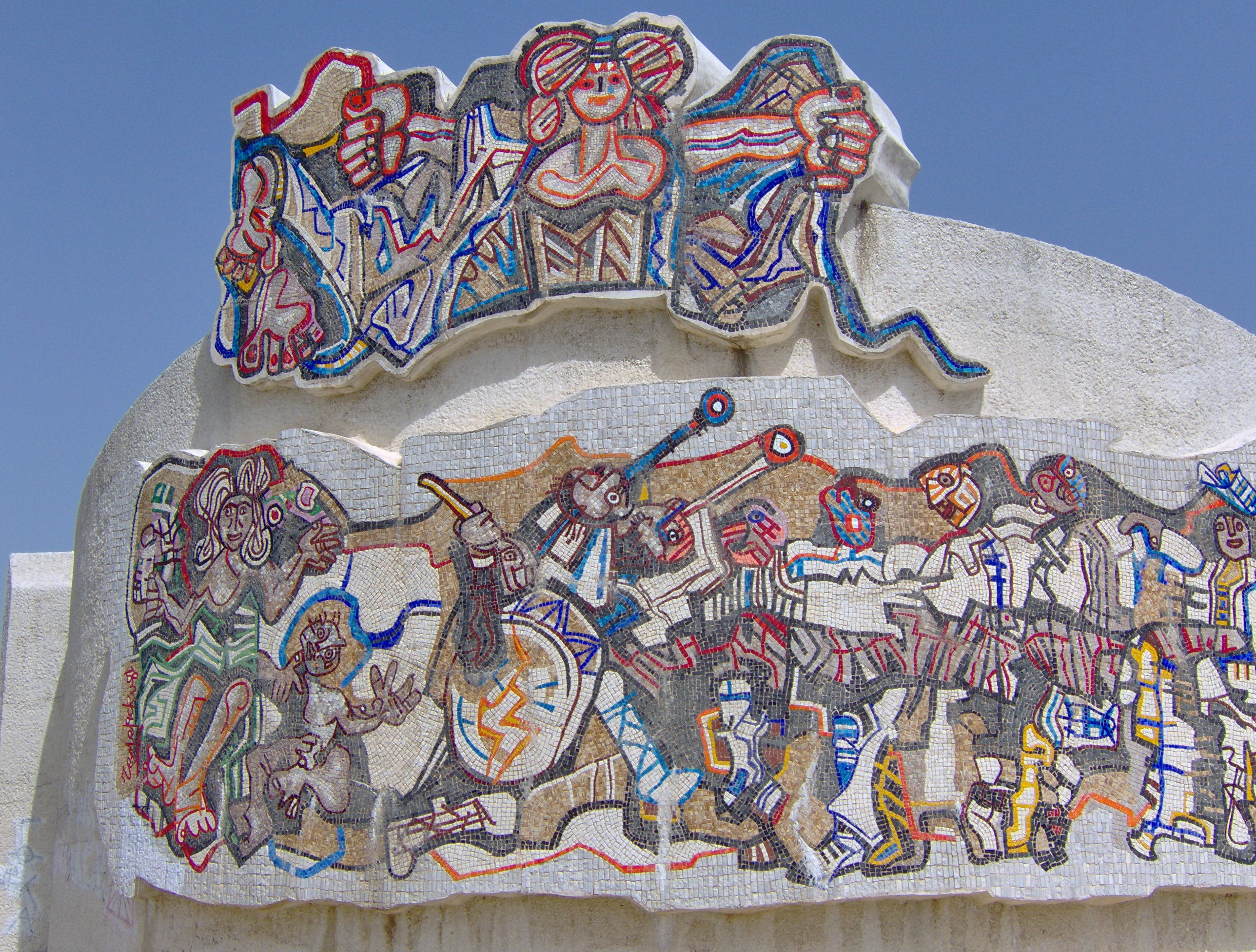
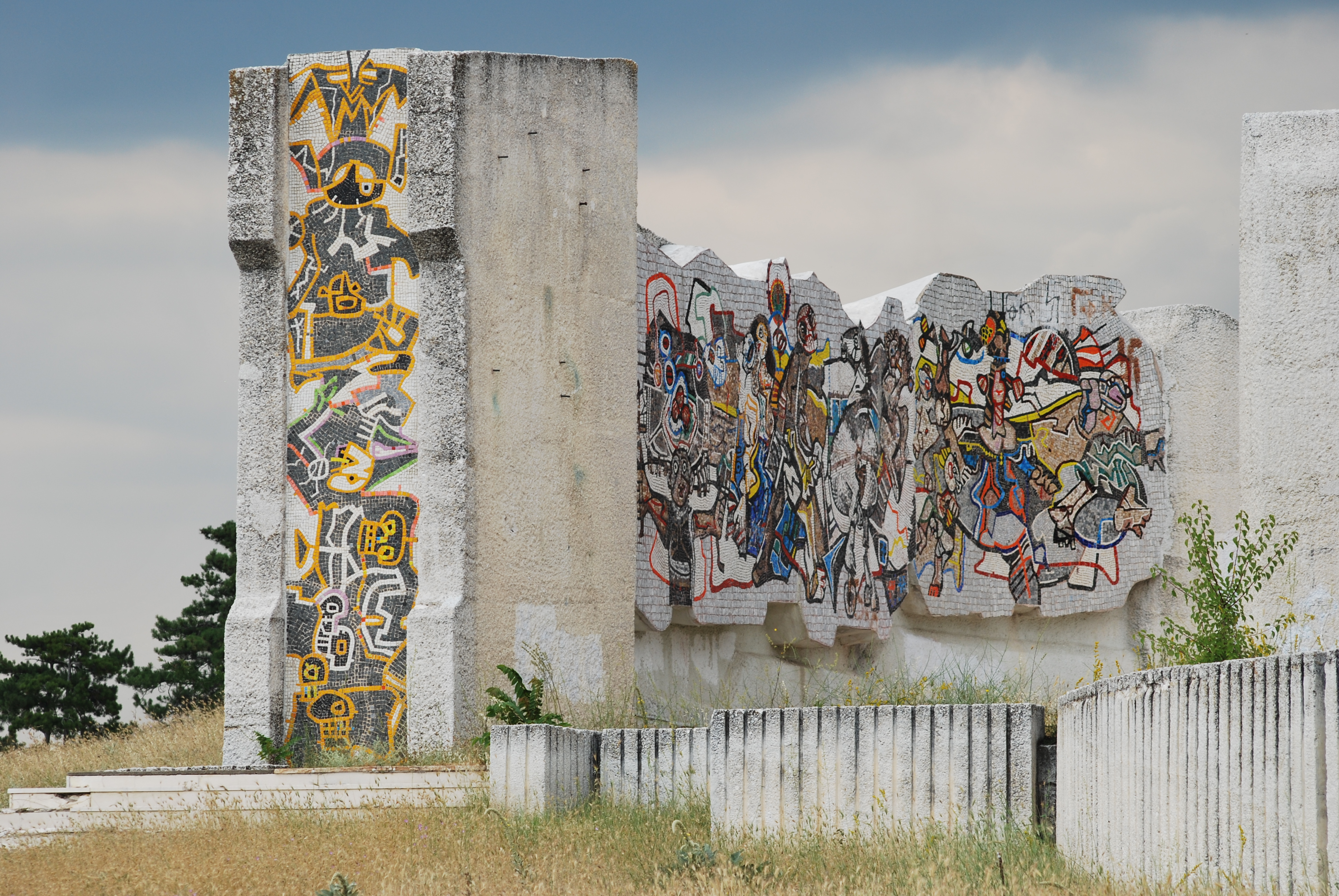
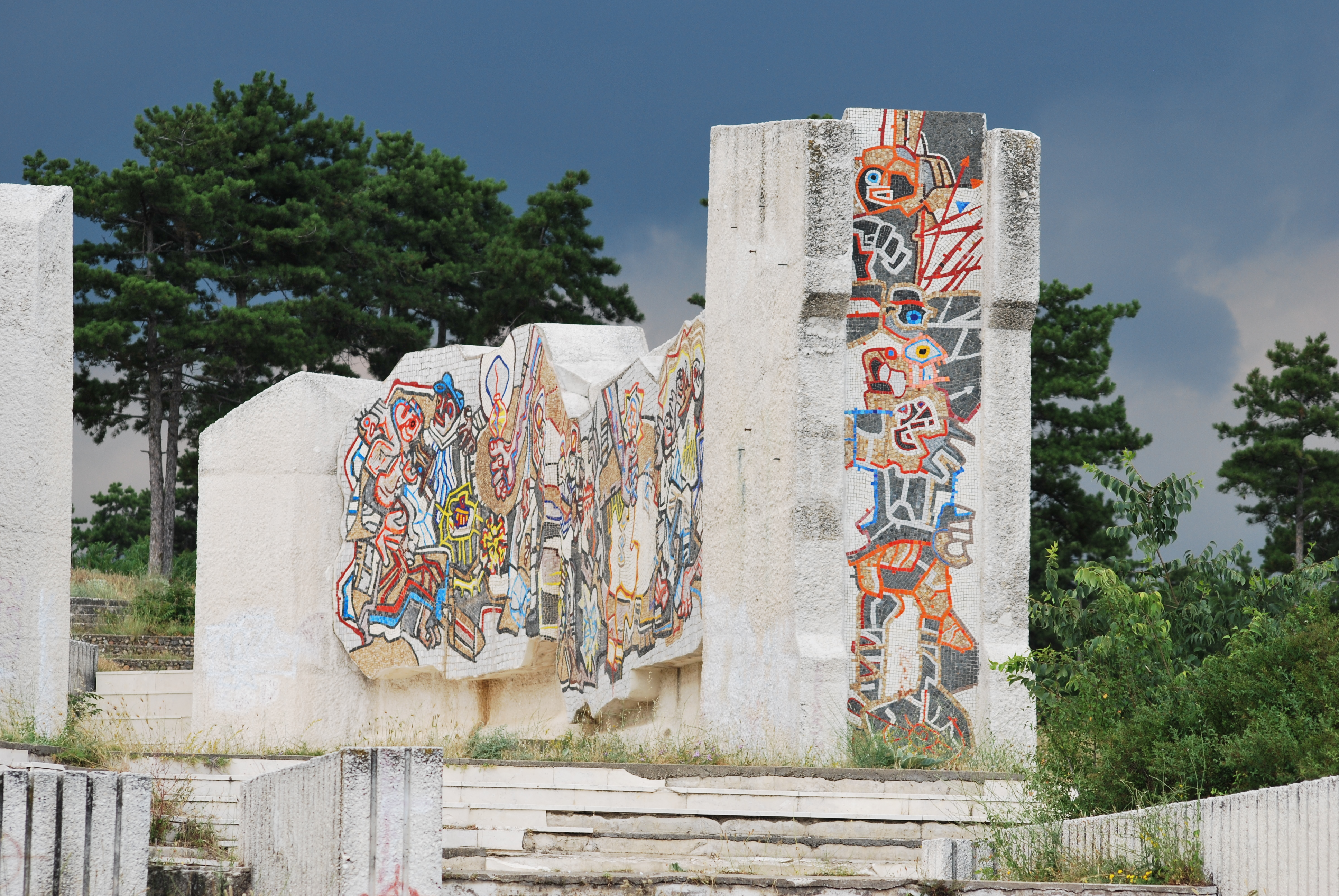
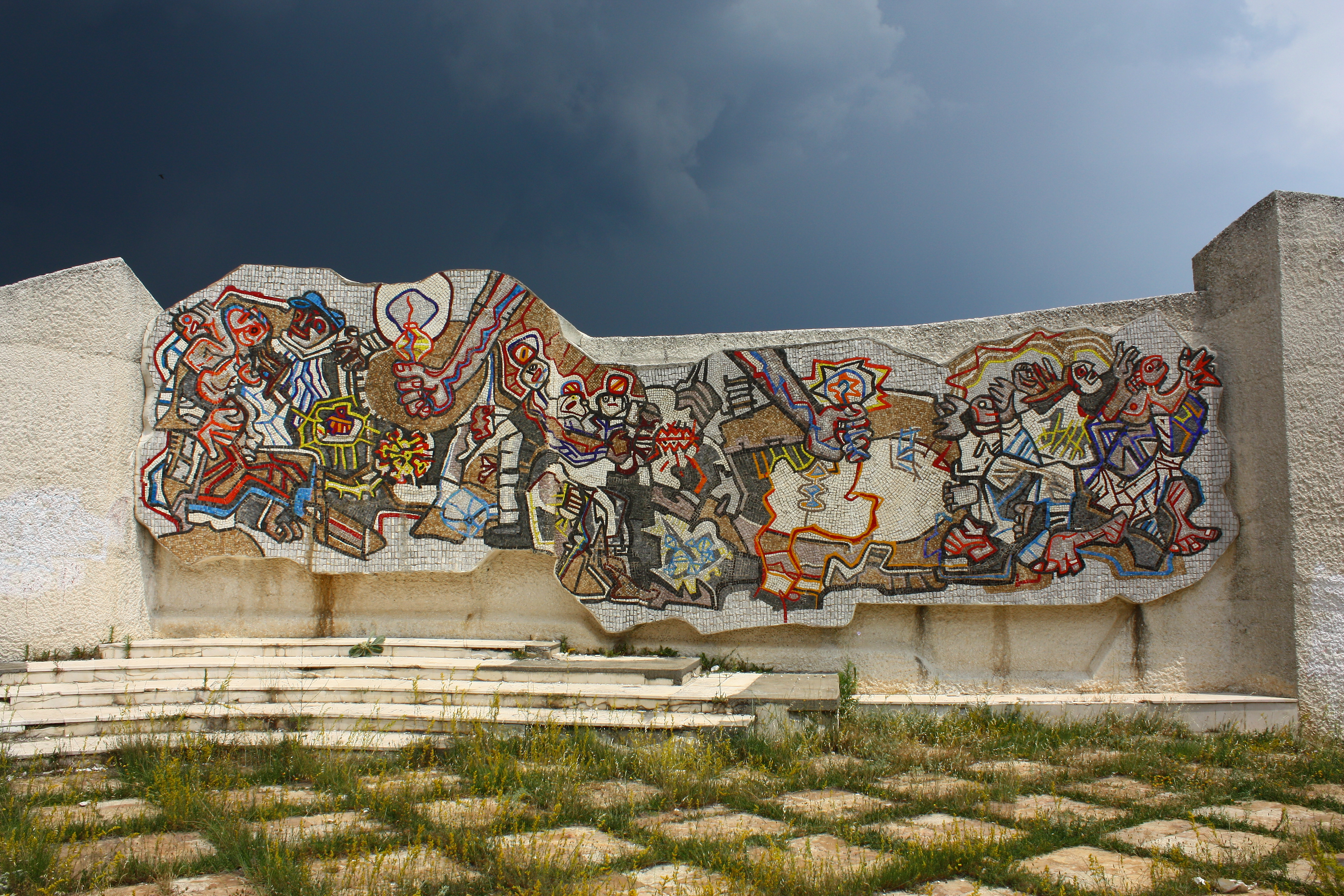
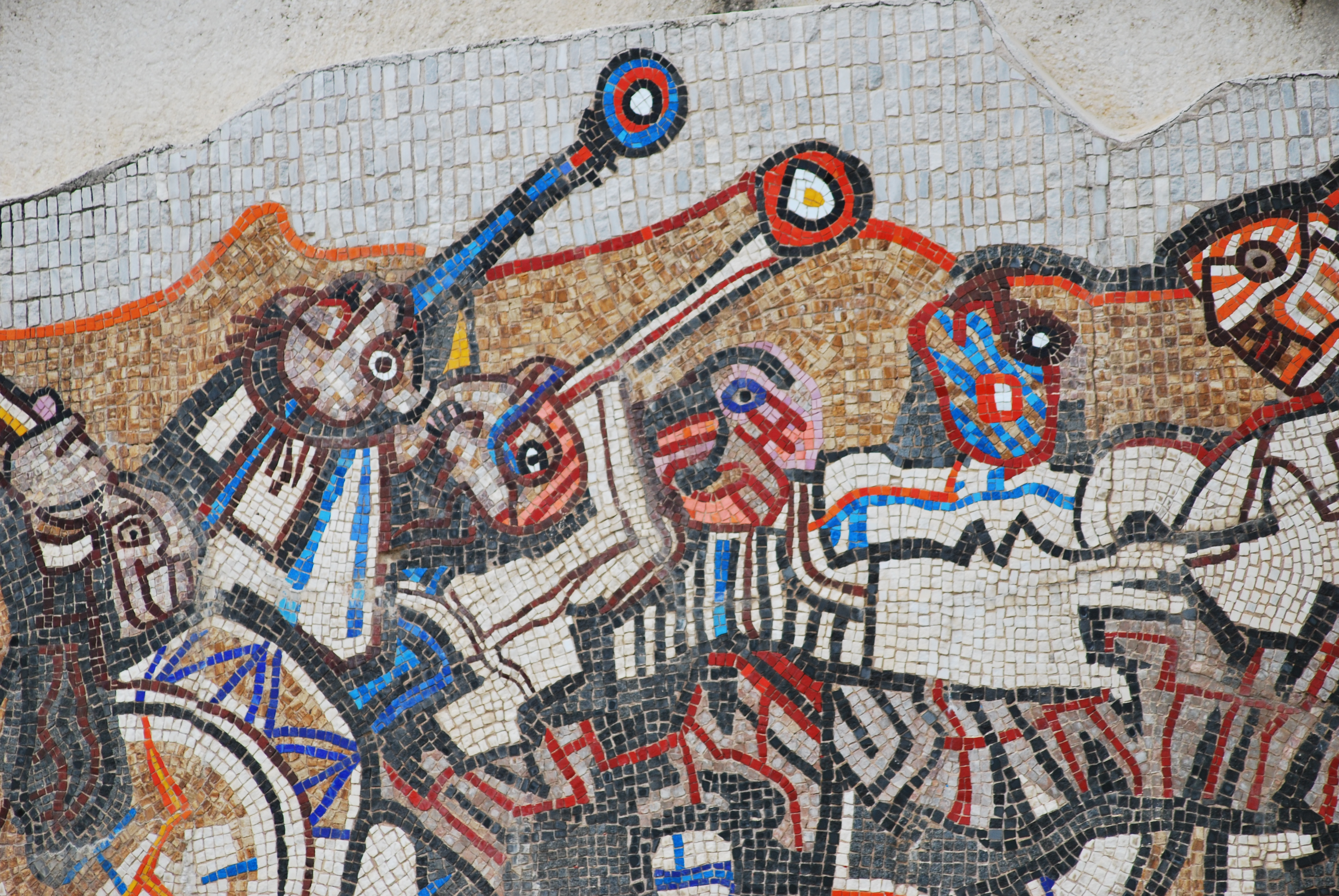
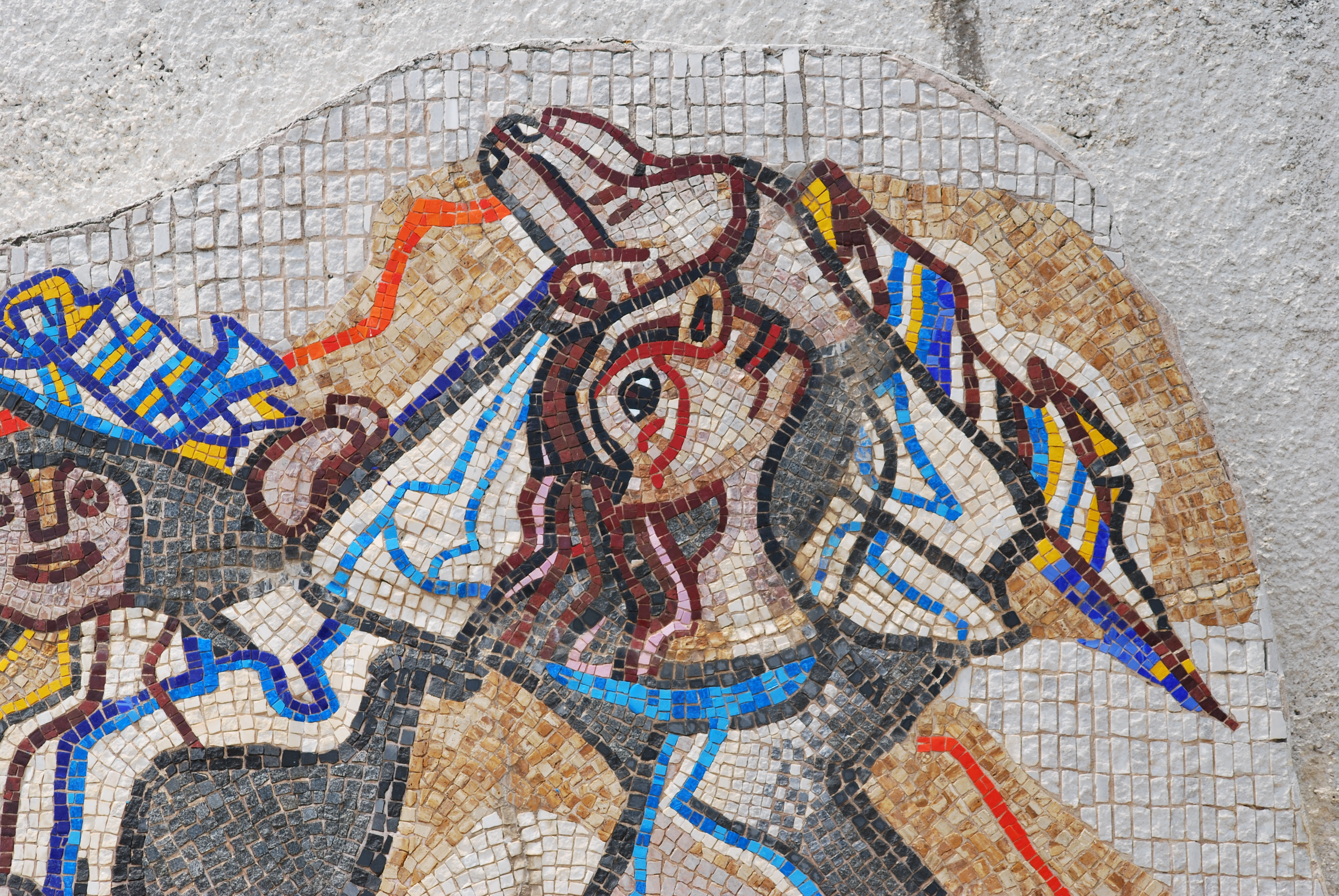
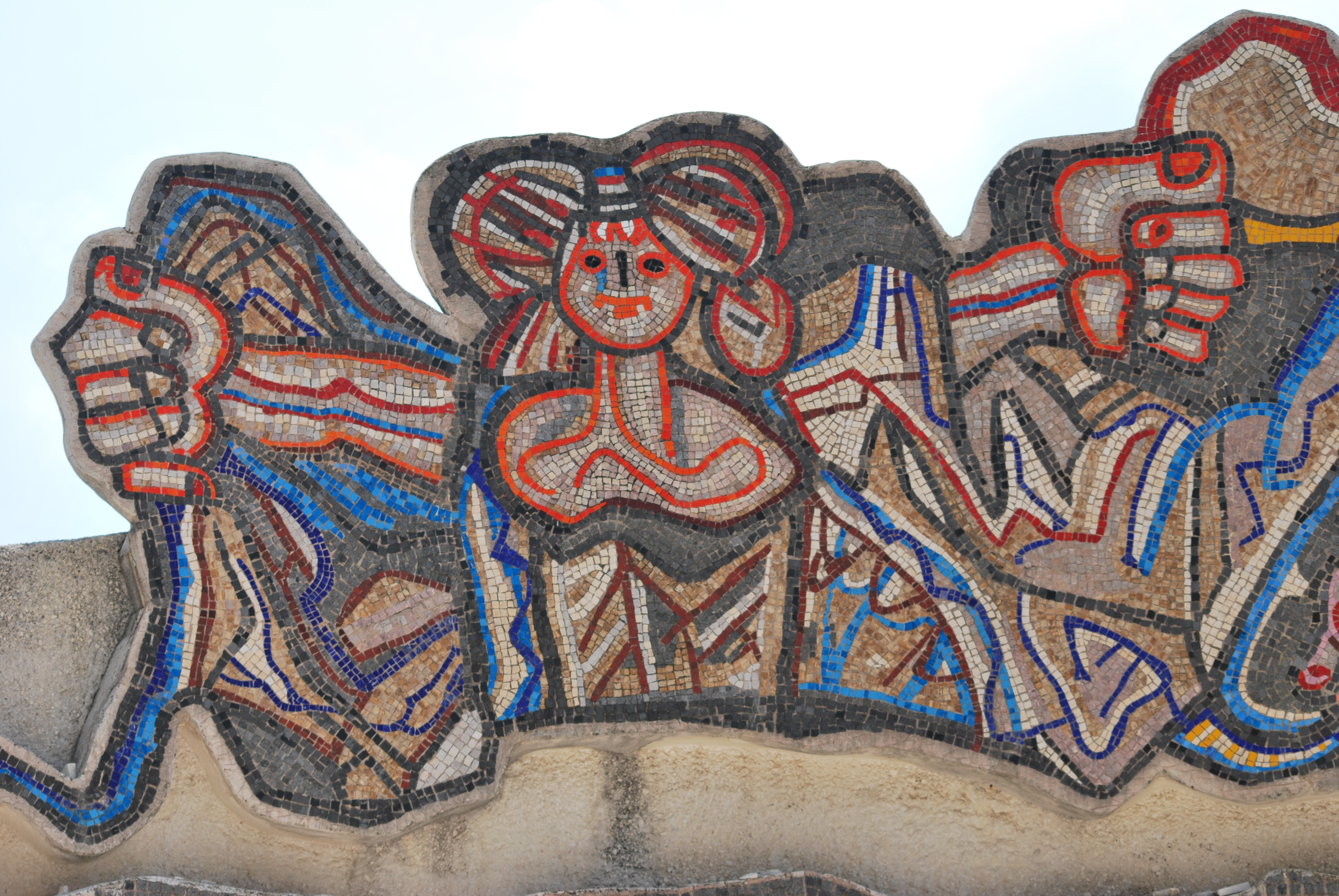
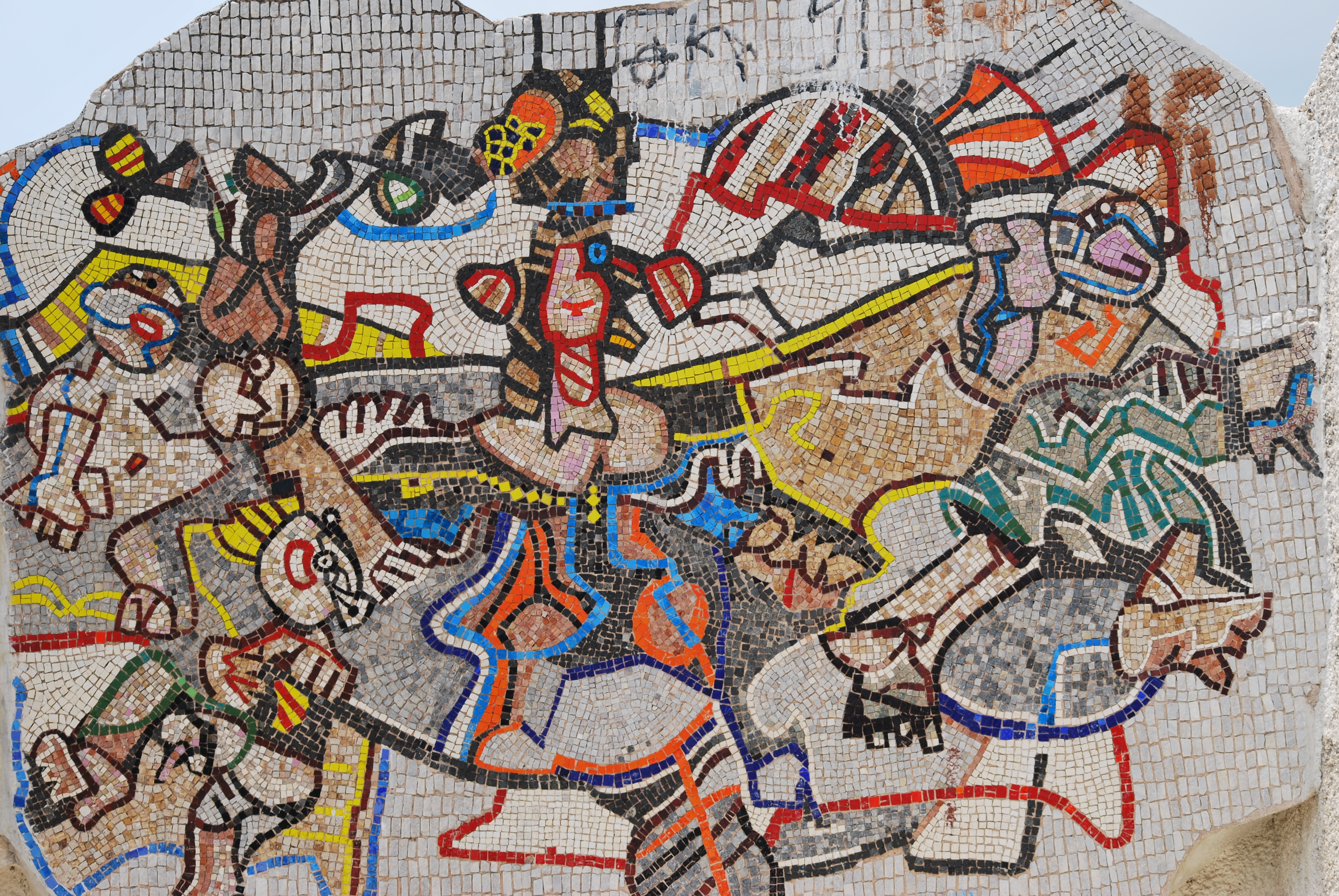